# Trachycosmus sculptilis
Espèce
Trachycosmus sculptilis est une espèce d'araignées aranéomorphes de la famille des Trachycosmidae.

## Distribution
Cette espèce est endémique d'Australie. Elle se rencontre  dans l'Est du Queensland, dans l'Est de la Nouvelle-Galles du Sud, dans le Territoire de la capitale australienne, au Victoria, en Tasmanie, dans le Sud-Est de l'Australie-Méridionale et dans le Sud-Ouest de l'Australie-Occidentale.

## Description
Le mâle décrit par Platnick en 2002 mesure 3,3 mm et la femelle 4,0 mm.

## Systématique et taxinomie
Cette espèce a été décrite par Simon en 1893.

## Publication originale
- Simon, 1893 : Histoire naturelle des araignées. Paris, vol. 1, p. 257-488 (texte intégral).